# Лакедемоновка
Лакедемо́новка — село в Неклиновском районе Ростовской области, административный центр Лакедемоновского сельского поселения.

## География
Располагается на берегу Миусского лимана, в 25 км к западу от Таганрога. Через лиман в районе села построены два моста.

## История
Основано в 1789 году происходившим из лакедемонских греков секунд-майором Дмитрием Алфераки, приобретшим эту местность в своё владение. Здесь он основал посёлок, где в основном поселялись греки, проживавшие в Таганроге.
В селе располагается православная 
Свято-Никольская церковь (заложена в 1794 году, освящена в 1795 во имя святого великомученика Димитрия Солунского).

## Этимология названия
Название села обусловлено его греческими корнями и происходит от названия Спарты: Лакедемо́н (др.-греч. Λακεδαίμων, лат. Lacedaemon)

## Население
| 2010 |
| ---- |
| 1441 |

### Известные жители
В селе провёл детство и отрочество журналист, продюсер и музыкант, главный редактор журналов «Империал», «Амадей», «ОМ» — Игорь Григорьев.

## Экономика
Действуют садоводческий потребительский кооператив «Лиманный», ООО «Галантерея» (производство текстильных тканей). Существует автобусное сообщение с Таганрогом — 3 пары автобусов в день.

## Достопримечательности
В конце XVIII века в селе возникла необходимость в духовном окормлении его жителей. Хозяин имения, расположенного в селе, Дмитрий Алфераки, сельчане, доверенный управляющий селом Федор Базилевский взялись возвести в Лакедемоновке церковь. Было выбрано посвящение в честь великомученика Димитрия Солунского, который был небесным покровителем Дмитрия Алфераки. Было составлено прошение на строительство храма. 19 октября 1794 года было получено благословение на строительство от Екатеринославского митрополита Гавриилы. 13 ноября 1794 года протоиерей Иоанн Андреев провел освящение места под строительство храма. На этом месте был положен закладной камень и поставлен крест.
В 1937 году храм был закрыт. В годы Великой Отечественной войны, в период немецкой оккупации 1942 года, в храме проходили богослужения.
С 1961 года по решению народного суда храм был опять был закрыт, а православная община села ликвидирована.
В 1991 году после обустройства храма, его вновь открыли для прихожан, при этом его переосвятили в честь святителя Николая Чудотворца. До 2000-х годов в храме проводились восстановительные работы, делались настенные росписи. В настоящее время это действующий храм с зелёными куполами и пристроенной колокольней, окрашен в оранжевый и розовый цвета.